# (3220) Murayama
(3220) Murayama (1951 WF) – planetoida z pasa głównego asteroid okrążająca Słońce w ciągu 3,32 lat w średniej odległości 2,23 au. Odkryta 22 listopada 1951 roku.